# Col de Foscagno
Le col de Foscagno (en italien passo di Foscagno), est un col alpin situé dans la province de Sondrio en Lombardie dans le nord de l'Italie à 2 291 mètres d'altitude. Il relie les communes de Bormio et de Livigno. Le col représente le seul moyen d’atteindre Livigno sans passer par la Suisse (par la vallée de Poschiavo et le col de Livigno ou le tunnel de Munt La Schera).

## Hydrographie
D'un point de vue hydrogéologique, le col est la ligne de partage des eaux entre les bassins de l'Eno (et donc du Danube) au nord et de l'Adda (et donc du Pô) au sud.

## Accès
La route traversant le col de Foscagno, la route S 301, passe également par le col de l'Eira (2 209 m), le village de Trepalle, une partie de la commune de Livigno, qui est l'une des paroisses habitées les plus élevées d'Europe.

## Désenclavement hivernal du col
La première route a été construite pour des raisons militaires par le bureau des fortifications de Brescia en 1912-1914 mais, en raison de ses caractéristiques, elle n’était utilisable que pendant les mois d’été. Depuis 1952, grâce à l'utilisation de chasse-neige, il est possible de garder le col ouvert même pendant les mois d'hiver. Avant, la communauté de Livigno restait complètement privée de toute communication avec le reste du monde pendant tout l’hiver jusqu’au dégel, à la fin du printemps.

## Frontière intérieure
Comme la commune de Livigno jouit d’un statut d’extraterritorialité et, de ce fait est une zone franche, les voyageurs doivent traverser les douanes au sommet.
L’existence d’une zone franche est le résultat des dérogations particulières que la communauté locale a réussi à obtenir du comté de Bormio, ceci dès 1538, avantages qui ont été reconduits par des règlements et des conventions tout au cours des XIXe et XXe siècles.
La raison principale de la création de la zone franche a été, à l’origine, l’isolement qui a longtemps caractérisé Livigno. Aujourd'hui encore, le col de Foscagno est le seul accès routier de Livigno au territoire italien.

## Cyclisme
L'ascension du col de Foscagno, classée en première catégorie, a été effectuée lors de la 15e étape du Giro 2024 en remplacement du col de Livigno dont l'ascension a été refusée finalement par les autorités suisses. Nairo Quintana a franchi le col en tête avant d'être rattrapé plus tard par Tadej Pogačar.